# لیتل فالز (نیویورک)
لیتل فالز (به انگلیسی: Little Falls) شهری در شهرستان هرکیمر ایالت نیویورک است که در سرشماری سال ۲۰۱۰ میلادی، ۵۱۸۸ نفر جمعیت داشته است. لیتل فالز، به‌طور رسمی در تاریخ ۱۸۹۵ میلادی به‌عنوان یک شهر شناخته شد.